# Snoopy
Snoopy é o beagle de estimação de Charlie Brown na tira em quadrinhos Peanuts, criada por Charles Schulz.

## Personagem
Snoopy aparece pela primeira vez em 4 de Outubro de 1950. Embora a primeira tirinha tenha sido apresentada em 2 de outubro do mesmo ano. Schulz originalmente ia chamar o cão de "Sniffy",  até que descobriu que esse nome já era usado em outra tirinha . Snoopy foi durante dois anos uma figura silenciosa, agindo como um cão real (caminhava sobre as quatro patas), mas, em 19 de Outubro de 1952, ele verbalizou os seus pensamentos aos leitores pela primeira vez através de balões; Snoopy tinha também a capacidade de entender tudo o que as restantes personagens dos Peanuts, com quem interagia, diziam. Schulz, após esta data, passou a incluir essas características na sua banda desenhada.
Snoopy é um cão extrovertido com complexo de Walter Mitty, com muitas virtudes. A maior parte delas não são reais, mas sonhos que fazem parte do seu mundo de fantasia, que aparecem quando Snoopy dorme no telhado da sua casota.
Muitos dos momentos memoráveis dos "Peanuts" ocorreram durante esses sonhos nos quais ele era um escritor: o seu eterno abrir da mala onde está a máquina de escrever. "Estava uma escura e tempestuosa noite..." foi tirado de uma história de Edward George Bulwer-Lytton escrita em 1830 chamada Paul Clifford. O contraste entre a existência de Snoopy no mundo dos sonhos e de Charlie Brown no mundo real é o centro do humor e da filosofia de Peanuts (ver ex: Título de um livro: "A vida é um sonho, Charlie Brown").
Schulz, numa entrevista em 1997, disse o seguinte acerca do carácter do Snoopy: "ele tem que sair do seu mundo de fantasia para sobreviver. Por outro lado, se assim fosse ele levaria uma vida miserável e aborrecida."

## Desenvolvimento
Um dos primeiros desenvolvimentos do personagem de Snoopy foi a sua tendência para dormir no telhado da sua casa, em vez de dentro dela. Depois, Snoopy passou a andar apenas com duas pernas como um humano. Isso rapidamente se tornou tão comum que quase não se notou quando Snoopy começou a revelar uma variedade de alter egos, a personalidade mais notável é a do piloto da Primeira Guerra Mundial. Para compor esta faceta, ele põe os seus óculos de aviador, o seu capacete e voa no seu Sopwith Camel (na verdade, a sua casota), lutando contra Manfred von Richthofen (o Barão Vermelho), que aparece indiretamente representado pelas balas que atingem a sua casota.
Snoopy também se torna "Joe Cool" quando põe os óculos de sol e se encosta na parede sem fazer nada. Ele tem também uma personalidade em que é um escritor famoso (que na realidade chegou a publicar uma vez, numa história de Outubro de 1995, na qual uma cópia da sua obra sem nome foi escrita, mas resultou num fracasso de vendas), um advogado (que uma vez defendeu Peter Rabbit), um jogador de hóquei no gelo, um patinador olímpico (patinando com Sonja Henie), o "Beagle Solitário" (o primeiro cão a voar sozinho sobre o Atlântico) e também o primeiro astronauta a chegar à Lua.
Fora do seu mundo de fantasia, ele é o shortstop na pequena equipe de baseball do Charlie Brown (e também o melhor jogador, quase batendo o recorde de Babe Ruth de 714 home runs antes de Hank Aaron), e até tinha um Van Gogh, mais tarde substituído por um Andrew Wyeth depois de a sua primeira casa ter incendiado. Snoopy é também um "escoteiro beagle" (Beagle Scout), a versão dos "Peanuts" do "Eagle Scout" e é o líder de uma tropa que é constituida por Woodstock e por outros pássaros seus amigos. Este tema aparece ao longo de toda a banda desenhada. Outras personalidades que Snoopy apresenta são: o "Flashbeagle", o "Vulture", e o "Legionário estrangeiro".
A exceção do seu dono, Charlie Brown, o melhor amigo de Snoopy é o pequeno pássaro amarelo Woodstock, que apenas "fala" em marcas da apóstrofe. O seu arquinimigo (além Manfred von Richthofen) é o invisível "Gato estúpido da porta ao lado" (também chamado "Terceira guerra mundial"). Durante uma série das séries diárias,Snoopy antagonizou o gato a cada dia, e a pata do gato fazia movimentos gigantes que dizimavam a casinha recém-construída de Snoopy numa extensão maior que no dia anterior. De facto, o Snoopy não gostava de gatos em geral, comentando que eles eram "as ervas daninhas no gramado da vida" ("the crab grass on the lawn of life") e ficando ofendido com a expressão "gatos e cães", insistindo que a expressão correta deve ser "cães e gatos".
Charlie Brown é o dono do Snoopy (embora este seja um cão perdido que Charlie Brown adota), mas a relação entre eles não era como mestre e servo. O tormento de Charlie Brown, Lucy, uma vez exigiu saber quando é que ele levaria Snoopy a aulas de adestramento. Snoopy pergunta-se até que ponto Charlie Brown faria tudo o que ele quisesse.
Por um tempo, em 1977, Snoopy ficou prometido a uma cadela que nunca apareceu, que ele conheceu enquanto guardava a casa da Patty Pimentinha. Mas, ela fugiu com outro cachorro, e mais tarde viu-se a sua chegada de Spike,seu irmão. Esta história foi adaptada à animação com o nome: "O Snoopy vai casar, Charlie Brown" (Snoopy's Getting Married, Charlie Brown,nesta animação,a cadela aparece .
Snoopy odeia qualquer coisa com coco e biscoitos, tem claustrofobia, e tem um medo mortal dos pedaços de gelo que balançam em cima da sua casa durante o inverno, que é muito maior por dentro do que o que parece por fora (o sótão é suficientemente grande para ter uma piscina, os quadros mencionados acima e uma TV).
Snoopy é bilingue, pois compreende um pouco de francês. A sua comida de cão chama-se "para cães que voaram na primeira guerra mundial e compreendem um pouco de francês". Ele fracassou no seu curso de geometria, que era sua desculpa para não poder seguir o curso de golfe.
Snoopy tem também a sua própria dança, que se chama a Dança do Snoopy
O sucesso dos quadrinhos resultou no lançamento de uma série de TV. A seguir, a lista dos episódios já produzidos.

A primeira aparição do Snoopy em 1950.

## Família
Ao longo dos anos, foi revelado que Snoopy nasceu e foi criado na fazenda de cães Daisy Hill  . Seu pai costumava correr com os cães de caça, mas secretamente corria na frente e avisava os coelhos. Sua mãe é famosa por seu pudim de tapioca, e em uma tira Peanuts de 1990, veio em um I-era troopship  para visitar Snoopy e Spike, que estava doente com a gripe.
De todos os seus irmãos, o irmão de Snoopy, Olaf foi o último a ser vendido. Antes de serem vendidos, Snoopy e seus irmãos e irmãs formavam uma banda e um por um, cada um foi vendido. A dona original do Snoopy era uma menina chamada Laila, que teve que devolvê-lo à Daisy Hill depois que sua família se mudou para um hotel onde era proibido cães.
Logo após seu retorno para a fazenda, Snoopy foi escolhido pelos pais de Charlie Brown como um companheiro para ele. Na faixa de 30 de janeiro de 1972, Charlie Brown diz que seus pais compraram Snoopy   para animá-lo depois que outra criança jogou areia em seu rosto, enquanto eles estavam brincando na caixa de areia. Em  novembro de 1972, enquanto acompanhava Woodstock em sua migração de inverno, Snoopy percebe que ele está perto da fazenda Daisy Hill  . Ele decide mostrar a Woodstock onde ele nasceu, apenas para descobrir que a fazenda  foi substituída por um prédio de seis andares, fazendo Snoopy a chorar, "Vocês, pessoas estúpidas! Vocês estão estacionando na minha memória!" (24 Novembro, 1972). Isso se reflete também em no desenho "Snoopy's Reunion", onde Snoopy e seus irmãos se reúnem na fazenda Daisy Hill para um piquenique, mas, infelizmente, descobrem que ela foi demolida .
Snoopy é geralmente descrito como tendo sete irmãos, cinco dos quais aparecem em algum momento na faixa: Andy, Belle, Marbles, Olaf, e Spike. Na maioria das vezes é visto Spike, que vive no deserto (perto da localidade da vida real de Needles, Califórnia). Compartilhando o gosto de Snoopy para uma vida de fantasia, ele é amigo de  cactos. Spike é muito magro, usa um chapéu e tem longos bigodes. (Spike era o nome de um dos cães  da infância de Schulz.)
Andy parece uma versão descabelada de Snoopy. Olaf, que usa um gorro de pele, é redondo no corpo e na face. Marbles é o mais inteligente do grupo. Ele tem manchas na sua pele (fazendo-o parecer um pouco com um dálmata), usa sapatos, e considera alguns dos comportamentos de Snoopy muito estranhos. Belle, que se parece com Snoopy com orelhas longas, é mais notável que havia um bicho de pelúcia da Belle disponível por muitos anos.
Embora Snoopy frequentemente menciona que ele foi um dos oito filhotes, os dois outros irmãos jamais apareceram na história em quadrinhos. De acordo com o especial animado Snoopy's Reunion, eles são chamados de Molly e Rover. Todos eles formavam  uma banda , com Snoopy na guitarra acústica.
Em uma tira de 1965, Snoopy criou uma "reunião de família", e afirmou-se que ele tinha dois irmãos (um deles morava em Washington e outra no Texas) e três irmãs (uma em St.Louis, uma em Hollywood eo último em Kansas). Após a reunião, Snoopy estava aparentemente desapontado, para imediatamente depois de chegar em casa, ele declarar: "A antecipação ultrapassou em muito o evento real."
Muitos anos antes de seus irmãos aparecerem, Snoopy referiu a si mesmo como "um só cão" que não tinha irmãos ou irmãs.
Assim como Snoopy, os pensamentos de seus irmãos são comunicados via balão de pensamento.